# Ljubgojna
Ljubgojna je naselje v Občini Horjul.